# كونستانس كولمان ريتشاردسون
كونستانس كولمان ريتشاردسون (بالإنجليزية: Constance Richardson)‏ هي رسامة طبيعة ‏ ورسامة أمريكية، ولدت في 18 يناير 1905 في برلين في ألمانيا، وتوفيت في 14 فبراير 2002 في فيلادلفيا في الولايات المتحدة.